# Astragalus minutulus
Astragalus minutulus är en ärtväxtart som beskrevs av Maassoumi. Astragalus minutulus ingår i släktet vedlar, och familjen ärtväxter. Inga underarter finns listade i Catalogue of Life.